# César/Beste Nebendarstellerin

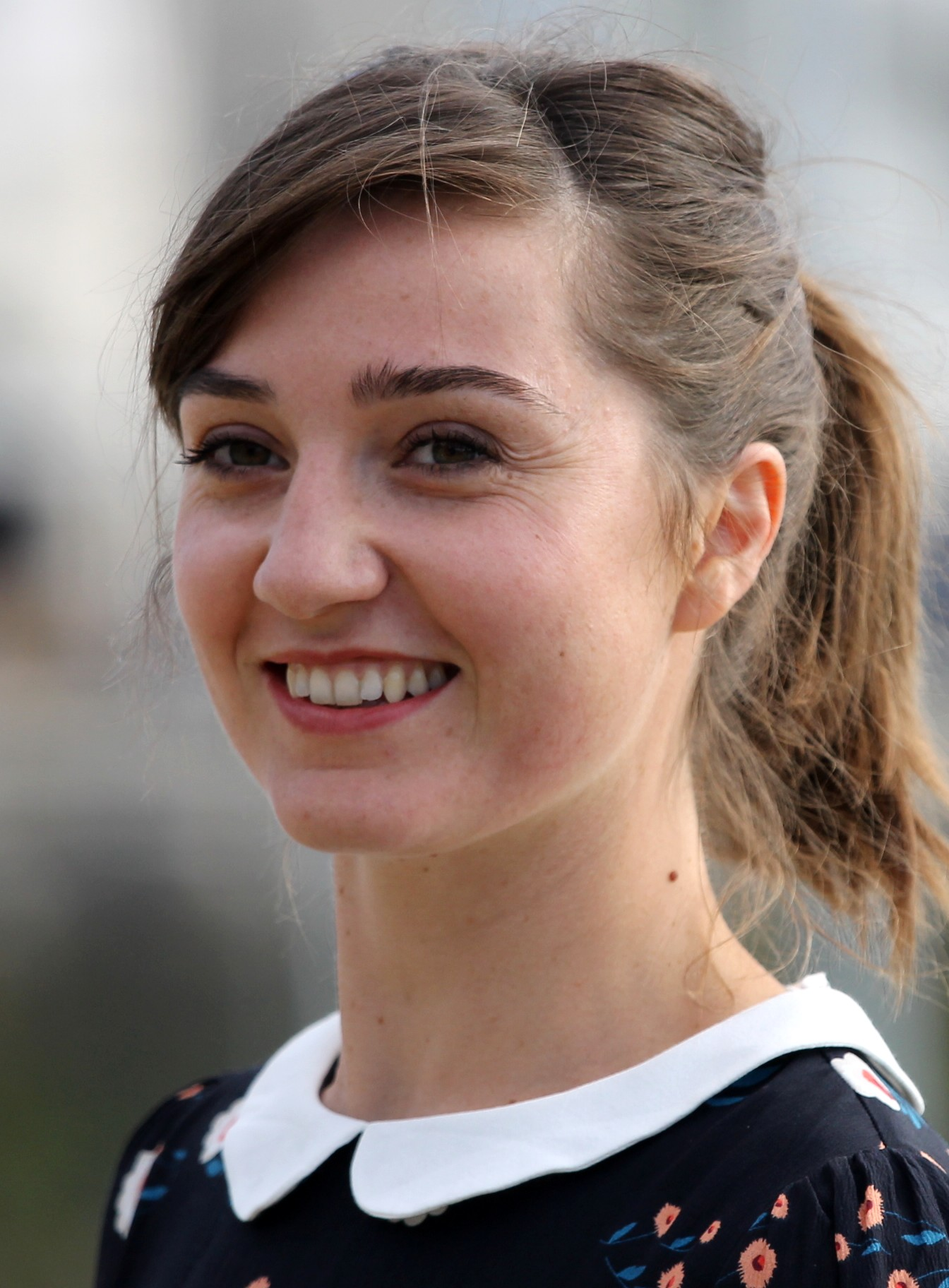
Preisträgerin 2025: Nina Meurisse für L’histoire de Souleymane

Der César in der Kategorie Beste Nebendarstellerin (Meilleur actrice dans un second rôle) wird seit 1976 verliehen. Die Mitglieder der Académie des Arts et Techniques du Cinéma vergeben ihre Auszeichnungen für die besten Filmproduktionen und Filmschaffenden rückwirkend für das vergangene Kinojahr.
| Statistik                         | Name            | Anzahl | Jahr                                     |
| --------------------------------- | --------------- | ------ | ---------------------------------------- |
| Häufigste Auszeichnungen          | Dominique Blanc | 3      | 1991, 1993, 1999                         |
| Häufigste Nominierungen ohne Sieg | Noémie Lvovsky  | 7      | 2002, 2006, 2008, 2010, 2012, 2016, 2021 |

Die unten aufgeführten Filme werden mit ihrem deutschen Verleihtitel (sofern ermittelbar) angegeben, danach folgt in Klammern in kursiver Schrift der französische Originaltitel. Die Nennung des französischen Originaltitels entfällt, wenn deutscher und französischer Filmtitel identisch sind. Die Gewinner stehen hervorgehoben an erster Stelle.

## 1970er Jahre
1976
Marie-France Pisier – Cousin, Cousine (Cousin, cousine) und Erinnerungen aus Frankreich (Souvenirs d’en France)
- Andréa Ferréol – Die Gelüste des Herrn Theobald (Les galettes de Pont-Aven)
- Isabelle Huppert – Aloïse
- Christine Pascal – Wenn das Fest beginnt … (Que la fête commence)

1977
Marie-France Pisier – Barocco
- Anny Duperey – Ein Elefant irrt sich gewaltig (Un éléphant ça trompe énormément)
- Brigitte Fossey – Der Gute und die Bösen (Le bon et les méchants)
- Francine Racette – Im Scheinwerferlicht (Lumière)

1978
Marie Dubois – Lohn der Giganten (La menace)
- Nelly Borgeaud – Der Mann, der die Frauen liebte (L’homme qui aimait les femmes)
- Geneviève Fontanel – Der Mann, der die Frauen liebte (L’homme qui aimait les femmes)
- Florence Giorgetti – Die Spitzenklöpplerin (La dentellière)
- Valérie Mairesse – Rollenspiele (Repérages)

1979
Stéphane Audran – Violette Nozière
- Arlette Bonnard – Eine einfache Geschichte (Une histoire simple)
- Nelly Borgeaud – Zucker, Zucker! (Le sucre)
- Éva Darlan – Eine einfache Geschichte (Une histoire simple)

## 1980er-Jahre
1980
Nicole Garcia – Edouard, der Herzensbrecher (Le cavaleur)
- Myriam Boyer – Série noire
- Dominique Lavanant – Jetzt oder nie! (Courage fuyons)
- Maria Schneider – Die Aussteigerin (La dérobade)

1981
Nathalie Baye – Rette sich, wer kann (das Leben) (Sauve qui peut (la vie))
- Andréa Ferréol – Die letzte Metro (Le dernier métro)
- Claire Maurier – Der ungeratene Sohn (Un mauvais fils)
- Delphine Seyrig – Liebe Unbekannte (Chère inconnue)

1982
Nathalie Baye – Eine merkwürdige Karriere (Une étrange affaire)
- Stéphane Audran – Der Saustall (Coup de torchon)
- Sabine Haudepin – Begegnung in Biarritz (Hôtel des Amériques)
- Véronique Silver – Die Frau nebenan (La femme d’à côté)

1983
Fanny Cottençon – Stern des Nordens (L’Étoile du Nord)
- Stéphane Audran – Brainwash – Ein Mann in Bestform (Paradis pour tous)
- Denise Grey – La Boum 2 – Die Fete geht weiter (La Boum 2)
- Danielle Darrieux – Ein Zimmer in der Stadt (Une chambre en ville)

1984
Suzanne Flon – Ein mörderischer Sommer (L’été meurtrier)
- Victoria Abril – Der Mond in der Gosse (La lune dans le caniveau)
- Stéphane Audran – Das Auge (Mortelle randonnée)
- Sabine Azéma – Das Leben ist ein Roman (La vie est un roman)
- Agnès Soral – Am Rande der Nacht (Tchao pantin)

1985
Caroline Cellier – Teuflische Umarmung (L’année des méduses)
- Victoria Abril – Die Abrechnung (L’addition)
- Carole Bouquet – Die Enthüllung (Rive droite, rive gauche)
- Élisabeth Bourgine – Tödliche Angst (La 7ème cible)
- Maruschka Detmers – Die Piratin (La pirate)

1986
Bernadette Lafont – Das freche Mädchen (L’effrontée)
- Anémone – Gefahr im Verzug (Péril en la demeure)
- Catherine Frot – Die Kunst, verliebt zu sein (Escalier C)
- Dominique Lavanant – Drei Männer und ein Baby (Trois hommes et un couffin)
- Macha Méril – Vogelfrei (Sans toit ni loi)

1987
Emmanuelle Béart – Manons Rache (Manon des sources)
- Clémentine Célarié – Betty Blue – 37,2 Grad am Morgen (37° 2 le matin)
- Danielle Darrieux – Schauplatz des Verbrechens (Le lieu du crime)
- Marie Dubois – Abstieg zur Hölle (Descente aux enfers)
- Jeanne Moreau – Der Tölpel (Le paltoquet)

1988
Dominique Lavanant – Agent Trouble – Mord aus Versehen (Agent trouble)
- Sylvie Joly – Das Wunder des Papu (Le miraculé)
- Anna Karina – Dschungelgold – Cayenne Palace (Cayenne Palace)
- Bernadette Lafont – Masken (Masques)
- Marie Laforêt – Zwei halbe Helden (Fucking Fernand)

1989
Hélène Vincent – Das Leben ist ein langer, ruhiger Fluß (La vie est un long fleuve tranquille)
- Maria Casarès – Die Vorleserin (La lectrice)
- Françoise Fabian – Trois places pour le 26
- Dominique Lavanant – Einige Tage mit mir (Quelques jours avec moi)
- Marie Trintignant – Eine Frauensache (Une affaire de femmes)

## 1990er-Jahre
1990
Suzanne Flon – La vouivre
- Clémentine Célarié – Nächtliches Indien (Nocturne Indien)
- Sabine Haudepin – Der Preis der Freiheit (Force majeure)
- Ludmila Mikaël – Weiße Hochzeit (Noce blanche)
- Micheline Presle – I Want to Go Home (I want to go home)

1991
Dominique Blanc – Eine Komödie im Mai (Milou en mai)
- Catherine Jacob – Tante Daniele (Tatie Danielle)
- Odette Laure – Daddy Nostalgie (Daddy nostalgie)
- Danièle Lebrun – Uranus
- Thérèse Liotard – Das Schloß meiner Mutter (Le château de ma mère)
- Thérèse Liotard – Der Ruhm meines Vaters (La gloire de mon père)

1992
Anne Brochet – Die siebente Saite (Tous les matins du monde)
- Jane Birkin – Die schöne Querulantin (La belle noiseuse)
- Catherine Jacob – Merci la vie
- Valérie Lemercier – Operation Corned Beef (L’opération Corned-Beef)
- Hélène Vincent – Ich küsse nicht (J’embrasse pas)

1993
Dominique Blanc – Indochine
- Zabou Breitman – Die Krise (La crise)
- Brigitte Catillon – Ein Herz im Winter (Un cœur en hiver)
- Michèle Laroque – Die Krise (La crise)
- Maria Pacôme – Die Krise (La crise)

1994
Valérie Lemercier – Die Besucher (Les visiteurs)
- Myriam Boyer – Eins, zwei, drei, Sonne (Un deux trois soleil)
- Judith Henry – Germinal
- Marie Trintignant – Les marmottes
- Marthe Villalonga – Meine liebste Jahreszeit (Ma saison préférée)

1995
Virna Lisi – Die Bartholomäusnacht (La reine Margot)
- Dominique Blanc – Die Bartholomäusnacht (La reine Margot)
- Catherine Jacob – Neun Monate (Neuf mois)
- Michèle Moretti – Wilde Herzen (Les roseaux sauvages)
- Line Renaud – Ich kann nicht schlafen (J’ai pas sommeil)

1996
Annie Girardot – Les Misérables (Les misérables)
- Jacqueline Bisset – Biester (La cérémonie)
- Clotilde Courau – Elisa (Élisa)
- Carmen Maura – Das Glück liegt in der Wiese (Le bonheur est dans le pré)
- Claire Nadeau – Nelly & Monsieur Arnaud (Nelly et Monsieur Arnaud)

1997
Catherine Frot – Typisch Familie! (Un air de famille)
- Valeria Bruni Tedeschi – Mein Mann – Für deine Liebe mach’ ich alles (Mon homme)
- Agnès Jaoui – Typisch Familie! (Un air de famille)
- Sandrine Kiberlain – Das Leben: Eine Lüge (Un héros très discret)
- Michèle Laroque – Auch Männer mögen’s heiß! (Pédale douce)

1998
Agnès Jaoui – Das Leben ist ein Chanson (On connaît la chanson)
- Pascale Roberts – Marius und Jeannette – Eine Liebe in Marseille (Marius et Jeannette)
- Mathilde Seigner – Eine saubere Affäre (Nettoyage à sec)
- Marie Trintignant – Le Cousin – Gefährliches Wissen (Le cousin)
- Karin Viard – Singles unterwegs (Les randonneurs)

1999
Dominique Blanc – Wer mich liebt, nimmt den Zug'(Ceux qui m’aiment prendront le train)
- Anémone – Toulouse-Lautrec (Lautrec)
- Arielle Dombasle – Meine Heldin (L’ennui)
- Catherine Frot – Dinner für Spinner (Le dîner de cons)
- Emmanuelle Seigner – Place Vendôme

## 2000er-Jahre
2000
Charlotte Gainsbourg – La Bûche (La bûche)
- Catherine Mouchet – Ma petite entreprise
- Bulle Ogier – Schöne Venus (Venus beauté (Institut))
- Line Renaud – Meine schöne Schwiegermutter (Belle maman)
- Mathilde Seigner – Schöne Venus (Venus beauté (Institut))

2001
Anne Alvaro – Lust auf Anderes (Le goût des autres)
- Jeanne Balibar – Ça ira mieux demain
- Agnès Jaoui – Lust auf Anderes (Le goût des autres)
- Mathilde Seigner – Harry meint es gut mit dir (Harry, un ami qui vous veut du bien)
- Florence Thomassin – Une affaire de goût

2002
Annie Girardot – Die Klavierspielerin (La pianiste)
- Nicole Garcia – Betty Fisher et autres histoires
- Noémie Lvovsky – Meine Frau, die Schauspielerin (Ma femme est une actrice)
- Isabelle Nanty – Die fabelhafte Welt der Amélie (Le fabuleux destin d’Amélie Poulain)
- Line Renaud – Chaos

2003
Karin Viard – Küss mich, wenn du willst (Embrassez qui vous voudrez)
- Dominique Blanc – C’est le bouquet!
- Danielle Darrieux – 8 Frauen (8 femmes)
- Emmanuelle Devos – Ein perfektes Leben (L’adversaire)
- Judith Godrèche – L’auberge espagnole

2004
Julie Depardieu – Die kleine Lili (La petite Lili)
- Judith Godrèche – France boutique
- Isabelle Nanty – Nicht auf den Mund (Pas sur la bouche)
- Géraldine Pailhas – Le Coût de la vie (Le coût de la vie)
- Ludivine Sagnier – Swimming Pool (Swimming pool)

2005
Marion Cotillard – Mathilde – Eine große Liebe (Un long dimanche de fiançailles)
- Ariane Ascaride – Die Perlenstickerinnen (Brodeuses)
- Mylène Demongeot – 36 – Tödliche Rivalen (36 Quai des Orfèvres)
- Julie Depardieu – Podium
- Émilie Dequenne – Die Frau des Leuchtturmwärters (L’equipier)

2006
Cécile de France – L’auberge espagnole – Wiedersehen in St. Petersburg (Les poupées russes)
- Catherine Deneuve – Palais Royal!
- Noémie Lvovsky – Backstage
- Charlotte Rampling – Lemming
- Kelly Reilly – L’auberge espagnole – Wiedersehen in St. Petersburg (Les poupées russes)

2007
Valérie Lemercier – Ein perfekter Platz (Fauteuils d’orchestre)
- Christine Citti – Chanson d’Amour (Quand j’étais chanteur)
- Dani – Ein perfekter Platz (Fauteuils d’orchestre)
- Mylène Demongeot – La Californie (La californie)
- Bernadette Lafont – Prête-moi ta main

2008
Julie Depardieu – Ein Geheimnis (Un secret)
- Noémie Lvovsky – Actrices – oder der Traum aus der Nacht davor (Actrices)
- Bulle Ogier – Faut que ça danse!
- Ludivine Sagnier – Ein Geheimnis (Un secret)
- Sylvie Testud – La vie en rose (La môme)

2009
Elsa Zylberstein – So viele Jahre liebe ich dich (Il y a longtemps que je t’aime)
- Jeanne Balibar – Bonjour Sagan (Sagan)
- Anne Consigny – Ein Weihnachtsmärchen (Un conte de Noël)
- Édith Scob – Ende eines Sommers (L’heure d’été)
- Karin Viard – So ist Paris (Paris)

## 2010er-Jahre
2010
Emmanuelle Devos – Der Retter (À l’origine)
- Aure Atika – Mademoiselle Chambon
- Anne Consigny – Lösegeld (Rapt)
- Audrey Dana – Welcome
- Noémie Lvovsky – Jungs bleiben Jungs (Les beaux gosses)

2011
Anne Alvaro – Der Klang von Eiswürfeln (Le bruit des glaçons)
- Valérie Bonneton – Kleine wahre Lügen (Les petits mouchoirs)
- Laetitia Casta – Gainsbourg – Der Mann, der die Frauen liebte (Gainsbourg (Vie héroïque))
- Julie Ferrier – Der Auftragslover (L’arnacœur)
- Karin Viard – Das Schmuckstück (Potiche)

2012
Carmen Maura – Nur für Personal! (Les femmes du 6e étage)
- Zabou Breitman – Der Aufsteiger (L’exercice de l’état)
- Anne Le Ny – Ziemlich beste Freunde (Intouchables)
- Noémie Lvovsky – Haus der Sünde (L’apollonide (Souvenirs de la maison close))
- Karole Rocher – Poliezei (Polisse)

2013
Valérie Benguigui – Der Vorname (Le prénom)
- Judith Chemla – Camille – Verliebt nochmal! (Camille redouble)
- Isabelle Huppert – Liebe (Amour)
- Yolande Moreau – Camille – Verliebt nochmal! (Camille redouble)
- Édith Scob – Holy Motors

2014
Adèle Haenel – Die unerschütterliche Liebe der Suzanne (Suzanne)
- Marisa Borini – Ein Schloss in Italien (Un château en Italie)
- Françoise Fabian – Maman und ich (Les garçons et Guillaume, à table!)
- Julie Gayet – Wildes Treiben am Quai d’Orsay (Quai d’Orsay)
- Géraldine Pailhas – Jung & Schön (Jeune et jolie)

2015
Kristen Stewart – Die Wolken von Sils Maria (Clouds of Sils Maria)
- Marianne Denicourt – Hippokrates und ich (Hippocrate)
- Claude Gensac – Treibsand (Lulu femme nue)
- Izïa Higelin – Heute bin ich Samba (Samba)
- Charlotte Le Bon – Yves Saint Laurent

2016
Sidse Babett Knudsen – L’Hermine (L’hermine)
- Sara Forestier – La tête haute
- Agnès Jaoui – Nur Fliegen ist schöner (Comme un avion)
- Noémie Lvovsky – La belle saison – Eine Sommerliebe (La belle saison)
- Karin Viard – 21 Nächte mit Pattie (21 nuits avec Pattie)

2017
Déborah Lukumuena – Divines
- Nathalie Baye – Einfach das Ende der Welt (Juste la fin du monde)
- Valeria Bruni Tedeschi – Die feine Gesellschaft (Ma loute)
- Anne Consigny – Elle
- Mélanie Thierry – Die Tänzerin (La danseuse)

2018
Sara Giraudeau – Bloody Milk (Petit paysan)
- Laure Calamy – Ava
- Anaïs Demoustier – Das Haus am Meer (La villa)
- Adèle Haenel – 120 BPM (120 battements par minute)
- Mélanie Thierry – Au revoir là-haut

2019
Karin Viard – Les chatouilles
- Isabelle Adjani – Die Welt gehört dir (Le monde est à toi)
- Leïla Bekhti – Ein Becken voller Männer (Le grand bain)
- Virginie Efira – Ein Becken voller Männer (Le grand bain)
- Audrey Tautou – Lieber Antoine als gar keinen Ärger (En liberté!)

## 2020er-Jahre
2020
Fanny Ardant – Die schönste Zeit unseres Lebens (La belle époque)
- Josiane Balasko – Gelobt sei Gott (Grâce à Dieu)
- Laure Calamy – Die Verschwundene (Seules les bêtes)
- Sara Forestier – Im Schatten von Roubaix (Roubaix, une lumière)
- Hélène Vincent – Alles außer gewöhnlich (Hors normes)

2021
Émilie Dequenne – Leichter gesagt als getan (Les choses qu’on dit, les choses qu’on fait)
- Fanny Ardant – DNA (ADN)
- Valeria Bruni Tedeschi – Sommer 85 (Été 85)
- Noémie Lvovsky – Die perfekte Ehefrau (La bonne épouse)
- Yolande Moreau – Die perfekte Ehefrau (La bonne épouse)

2022
Aïssatou Diallo Sagna – In den besten Händen (La fracture)
- Jeanne Balibar – Verlorene Illusionen (Illusions perdues)
- Cécile de France – Verlorene Illusionen (Illusions perdues)
- Adèle Exarchopoulos – Mandibles (Mandibules)
- Danielle Fichaud – Aline – The Voice of Love (Aline)

2023
Noémie Merlant – Verkehrte Welt (L’innocent)
- Judith Chemla – Le sixième enfant
- Anaïs Demoustier – November (Novembre)
- Anouk Grinberg – Verkehrte Welt (L’innocent)
- Lyna Khoudri  – November (Novembre)

2024
Adèle Exarchopoulos – All eure Gesichter (Je verrai toujours vos visages)
- Leïla Bekhti – All eure Gesichter (Je verrai toujours vos visages)
- Galatéa Bellugi – Schrottplatzköter (Chien de la casse)
- Élodie Bouchez – All eure Gesichter (Je verrai toujours vos visages)
- Miou-Miou – All eure Gesichter (Je verrai toujours vos visages)

2025
Nina Meurisse – L’histoire de Souleymane
- Élodie Bouchez – L’amour ouf
- Anaïs Demoustier – Der Graf von Monte Christo (Le Comte de Monte-Cristo)
- Catherine Frot – Misericordia (Miséricorde)
- Sarah Suco – Die leisen und die großen Töne (En fanfare)